# Club de la Reforma
De Club de la Reforma (Nederlands: Club van de Hervormers) was een genootschap van intellectuelen van progressief-liberale signatuur die in 1849 in de Chileense hoofdstad Santiago was opgericht met als doel het samenbrengen van tegenstanders van het regime van president Manuel Bulnes. 
De leden van de Club de la Reforma waren relatief jong en behoorden tot de pipiolos, zoals de liberale partij in die dagen werd genoemd. Zij waren voorstanders van het hervormen van het politieke bestel en verregaande democratisering. Ze waren vooral gekant tegen de conservatieven, maar stonden ook afwijzend tegenover de leiding van de liberale partij. Een aantal van de doelstellingen van de Club de la Reforma werd met de grondwetsherziening van 1874 bereikt.

## Bekende leden
- Federico Errázuriz Zañartu (1825-1877), president van Chili 1871-1876
- Enrique Mac Iver (1844-1922), minister
- Salvador Sanfuentes Torres (1817-1860), rechter
- Domingo Santa María González (1825-1889), president van Chili 1881-1886
- Aníbal Zañartu Zañartu (1847-1902), vicepresident 1901